# Кутани керамика
Керамиката Кутани на японски: 九谷焼, Kutani-yaki е означение на японска керамика, произвеждана в миналото през 17-ти век и произвеждана отново след 1807 г. в град Кага от съвремената територия на префектура Ишикава. Тази керамика се нарича още „Старата Кутани“.
„Старата Кутани“ (古九谷, Ko-Kutani)  е основана в Кутани и се намира в Яманака (山中町), намиращ се в югозападния край на провинция Кага. Старата Кутани е известна със своята домашна керамика, изпълнена в сдържани тъмни тонове с глазирана повърхност. Произвеждани са най-често съдове за хранене и купи. Цветът на материала е бил сив и повърхността зърниста. Бялата глазура е била от покривно бяло до блестящо бяло, което може да е с лек синкав тон. 

## Галерия
- Стара Кутани (Arita)
- Alt-Kutani
- Кутани Собственост на Метрополиан музей
- Кутани
- Кутани
- Кутани
- Късен Кутани